# Szpital miejski przy ulicy gen. Józefa Bema w Raciborzu
Szpital miejski przy ulicy gen. Józefa Bema w Raciborzu – wzniesiony w latach 1895–1897 w stylu neogotyckim, w latach 1897–2004 w budynku mieścił się szpital miejski.

## Historia
W 1877 r. raciborski magistrat nabył tereny pomiędzy cmentarzem ewangelickim a ul. Stanisława Staszica. Na zakupionym terenie miał powstać nowy szpital, bowiem ówczesny szpital miejski przy ulicy Leczniczej nie zaspokajał potrzeb miasta. Nowy szpital miał znajdować się przy spokojnej ulicy, w związku z tym wybrano polną drogę (dzisiejsza ul. Bema), która przebiegała obok pól, terenów ogrodniczych i nieużytków.
1 września 1895 r. rozpoczęła się budowa nowego szpitala dla miasta. Do budowy wykorzystano klinkierowe cegły z cegielni przy ul. Cegielnianej na Starej Wsi, a piasek pozyskiwano z nieużytków, które znajdowały się przy dzisiejszych ul. Rostka i Marty. Budynek powstał bez wykorzystania jakichkolwiek dźwigów, wyłącznie pracą ludzkich rąk. W maju 1897 r. ukończona została budowa centralnego, dwukondygnacyjnego gmachu. Suterena i poddasze zostały zaadaptowane na mieszkania. Koszt budowy obiekty wyniósł 146 140 marek.
W 1887 r. oprócz lekarza naczelnego (niem. Chefarzt) utworzono stanowisko lekarza–asystenta, który miał wspomóc lekarza naczelnego. Polną drogę utwardzono, aby ułatwić dojazd do szpitala i nazwano ją ul. Augusty (niem. Augustastraße, dzisiejsza ul. Bema). Przypuszcza się, że nazwa związana jest z cesarzową Augustą Wiktorią von Schleswig-Holstein (1858–1921), bowiem magistrat chciał uzyskać od cesarza subwencję na budowę szpitala. Nie istnieją jednak żadne dowody na temat przyznania tejże subwencji.
Władze miasta miały w planach dalszą rozbudowę szpitala, dlatego też wykupiły tereny przyległe do szpitala i tak w ich rękach znalazł się cały pas ziemi do ul. Opawskiej. Na wykupionej ziemi urządzono ogrodnictwo miejskie, które po 1945 r. stanowiło podwaliny zieleni miejskiej. W związku z brakiem funduszy dopiero po pięciu latach, w 1902 r. wybudowano skrzydła północne (od strony ul. Staszica) oraz południowe (od strony parku). Skrzydła łączył z gmachem centralnym pokryty parterowy pasaż. W związku z dobudowaniem dwóch nowych skrzydeł powstał oddział wewnętrzny oraz chirurgiczny.
W 1905 r. wybudowano prosektorium mieszczące się za szpitalem, do którego dojazd poprowadzono od strony ul. Opawskiej. W 1908 r. rozpoczęto budowę kolejnej części gmachu, który był przedłużeniem skrzydła południowego (w stronę ul. Opawskiej). W 1909 r. wybudowano zaplecze gospodarcze, na które składała się piekarnia, pralnia, prasowalnia, maszynownia i stacja dezynfekcyjna. W 1910 r. oddano do użytku nową część skrzydła południowego, w której zorganizowano oddział zakaźny.
W 1925 r. w szpitalu znajdowało się 300 łóżek, a chorymi opiekowało się dwóch lekarzy naczelnych, dwóch lekarzy-asystentów oraz trzech praktykantów. Rocznie w szpitalu hospitalizowano ponad 2 000 pacjentów. Istniały plany rozbudowy szpitala o dodatkowy pawilon na miejscu ogrodnictwa miejskiego. W pawilonie tym miał się mieścić oddział chirurgiczny z 120–140 łóżkami, a o zwolnione miejsca w starej części budynku powiększony zostałby oddział wewnętrzny. Jednakże w latach 30 XX wieku zrezygnowano z tych planów na rzecz powiększenia istniejących budynków. W taki sposób do pasaży, które łączyły część centralną ze skrzydłami dobudowano pokoje od strony ulicy oraz wzniesiono nad nimi dodatkowe piętro. Skrzydło północne rozbudowano do ulicznego chodnika i sąsiedniej posesji, a w podwórzu powstały dwie dodatkowe sale operacyjne. Skrzydło południowe rozbudowano o dwukondygnacyjny łącznik, który sięgał oddziału zakaźneego.
W 1936 r. załoga szpitala składała się z 10 lekarzy, kapelana, 2 praktykantów, pielęgniarki, 3 pielęgniarzy, 37 sióstr zakonnych i 39 pracowników obsługi. Szpitalem kierował wtedy ks. prof. dr med. Hermann Bernhardt. W 1938 r. szpital przejął dr. Waldemar Orzechowski.
W maju 1945 r. szpitalem zaczęła kierować dr Józefa Piotrowska, która była wtedy jedynym lekarzem. Działania wojenne zniszczyły szpital, a chorych umieszczono w niezniszczonym ostatnim pawilonie skrzydła południowego oraz łączniku. Pod koniec 1945 r. szpital miał już czterech lekarzy. W latach 70. XX wieku podjęto decyzje o budowie nowego szpitala z powodu braku możliwości rozbudowy obecnego szpitala. Szpital został zamknięty w 2004 r. i przeniesiony do nowego budynku przy ul. Gamowskiej. Od 2006 r. starostwo powiatowe starało się zbyć nieruchomość przy ulicy Bema na początku w drodze przetargu, a następnie w drodze rokowań. 16 września 2008 r. kolejna próba sprzedaży zakończyła się fiaskiem, gdyż żadna z firm nie wpłaciła wadium uprawniającego do udziału w rokowaniach. Nieruchomość wycenioną wtedy na 8,5 mln złotych. 25 maja 2009 r. podpisano akt notarialny, w którym miasto przekazało starostwu działkę przy ul. Opawskiej. 30 września 2009 r. miał odbyć się kolejny przetarg, w którym do budynków szpitala została dołączona działka między ulicą Staszica a Parkiem Roth przylegająca do ulicy Opawskiej. Całość nieruchomości wyceniono na 9 mln złotych. 5 grudnia 2009 r. kolejny raz nie wpłynęło wymagane wadium od żadnej w firm mimo to, że miasto wyceniło stary szpital i działkę przy ulicy Opawskiej na 7,2 mln złotych. W lipcu 2010 r. podjęto kolejną próbę sprzedaży obiektu, który tym razem wyceniono na 5,5 mln złotych. Jednakże żadna z firm nie przystąpiła do rokowań. 28 września 2010 r. w wyniku kolejnej próby sprzedaży nieruchomości i działki wyłoniono ich nowych właścicieli. Nabywcami były dwie raciborskie firmy ZRB Kampka i spółka Aljar, które zapłacą za wszystko 5,5 mln złotych. Obiekt zostanie podzielony pomiędzy te dwie firmy.

## Architektura
Centralna część gmachu wzniesiona w latach 1895–1897 w stylu neogotyckim. W 1902 r. dobudowano skrzydła północne i południowe, a w latach 1908–1910 powstało skrzydło wzdłuż cmentarza ewangelickiego (obecnie Park im. Miasta Roth). Kompleks zbudowany jest z głównego korpusu powstałego na planie prostokąta, który połączony jest ze skrzydłami usytuowanymi w stosunku do niego prostopadle. Pawilon wybudowany na nieregularnym planie usytuowany jest jako przedłużenie skrzydła południowego. Budowla wybudowana została z czerwonej cegły, posiada trzy kondygnacje. Można zobaczyć zachowane detale architektoniczne, a w części centralnej ryzality zakończone trójkątnymi szczytami. W szpitalu znajduje się kaplica z interesującymi witrażami w oknach, które przedstawiają św. Weronikę, św. Filomenę, św. Jana Nepomucena i Franciszka Salezego. Przy wejściu do szpitala, od strony ul. Bema rosną posadzone tam w XIX wieku magnolie pośrednie. Na terenie dawnego ogrodu szpitalnego znajduje się szpaler ośmiu platanów klonolistnych, który uznano za pomnik przyrody.